# Федоровка (Благовіщенський район)
Фе́доровка (рос. Федоровка, башк. Федоровка) — присілок у складі Благовіщенського району Башкортостану, Росія. Входить до складу Бедеєво-Полянської сільської ради.
В 1937-1938 роках село було центром Покровського району.
Населення — 260 осіб (2010; 243 в 2002).
Національний склад:
- росіяни — 75 %